# Favari-Avatanei
Favari-Avatanei è una frazione del comune di Poirino, nella Città metropolitana di Torino.
Si tratta di due borgate continue ed unite: Favari a nord e Avatanei a sud. Entrambi i toponimi derivano da cognomi locali. Sono situate nel pianalto di Poirino, in una zona sopraelevata delimitata a nord dal Banna e a sud dallo Stellone: le borgate non sono mai state oggetto di alluvioni per via dell'altitudine.

## Storia
Abitato almeno da 500 anni, la vita nelle borgate di Favari e Avatanei è stata tradizionalmente legata all'agricoltura e all'allevamento: ai primi del '900, secondo le testimonianze di anziani del posto, gli abitanti, ai tempi 350 circa, vivevano di agricoltura di sussistenza, coltivando grano per il pane, mais in poca quantità per la scarsità d'acqua, ortaggi, lino, sostituito dalla canapa per le lenzuola e alcuni gli asparagi, redditizi una volta venduti ma impegnativi da coltivare. 
Venivano allevati soprattutto bovini, maiali, pollami e ovini, i cui cuccioli venivano venduti assieme alle uova, mentre erano consumate le carni e con la lana ovina si riempivano i materassi. Venivano inoltre allevati da alcuni per consumo proprio i conigli e le oche. Infine venivano allevati i bachi da seta, nutriti a foglie di gelso, piantati nei campi di mais; i bozzoli venivano venduti a peso alle fabbriche di Villastellone. La storia dei Favari-Avatanei, insieme al pianalto di Poirino è legata alle peschiere: specchi d'acqua artificiali in cui macerare la canapa, lavare i panni, abbeverare le bestie e pescare la tinca (endemica la tinca gobba dorata del pianalto di Poirino). Oltre a fare gli agricoltori, i favatanei erano fabbri, sarti, fornai o tessitori di pezze di cotone per conto di aziende chieresi all'epoca.
Nel dopoguerra, con l'arrivo dei pozzi, era più facile la coltivazione, soprattutto del mais, ciò consentì l'ingrasso del bestiame. Negli anni '50, durante degli scavi, vennero rinvenute delle tombe a incinerazione di epoca romana, con tanto di monete, vasellame ed utensili come fibule, oggi conservati al museo archeologico di Torino. Sono stati datati al primo secolo dC ma è sconosciuto il motivo della presenza delle suddette tombe in quella zona.
Dal 1947 si legò alle borgate la figura di Don Fassino, classe 1911, di Piobesi Torinese, ex partigiano, primo parroco della parrocchia istituita ai Favari, ha sponsorizzato la creazione dei pozzi, del mulino (in passato si macinava a Villastellone), della pesa, della circonvallazione, della cappella di Madonna di Lourdes e della trasformazione del castello di Vernone in ospizio, ove è deceduto. A lui è dedicata una piazza.
Dagli anni '70 la popolazione crebbe fino ad oltre 1.000 abitanti, con molti nuovi stabili e palazzine.

## Monumenti e luoghi d'interesse
- Parrocchia di Sant'Antonio da Padova, costruita ai primi dell'800.
- Chiesa di San Carlo, costruita da privati a fine '800.
- Cappella della Madonna di Lourdes, costruita nel 1960, voluta da Don Giuseppe Fassino.

## Ambiente e natura
Le borgate si trovano all'interno del Sito di Importanza Comunitaria (SIC) "Stagni di Poirino-Favari", un'area di 1.845 ettari istituita nel 2004 per la tutela di specie anfibie rare, come il pelobate fosco italiano. Questo territorio, caratterizzato da un paesaggio agricolo con coltivazioni di mais ortaggi e cereali, ospita anche zone umide e stagni che rivestono un ruolo importante per la biodiversità locale.